# Arthrodygmus fieberi
Arthrodygmus fieberi là một loài bọ cánh cứng trong họ Tenebrionidae. Loài này được Edmund Reitter miêu tả khoa học đầu tiên năm 1914.